# كا ماو
كا ماو () هي مدينة في جنوب فيتنام. انها هي عاصمة محافظة كا ماو، محافظة في منطقة دلتا نهر ميكونغ في الجزء الجنوبي من أراضي فيتنام الداخلية. رئيس الوزراء فيتنام الحالي نجوين تان دونج ولد وترعرع هنا. وتتميز المدينة بنظامها من قنوات النقل ويتم نقل معظم السلع هنا بالقوارب والبوارج.
عدد سكان المدينة حوالي 204,895 (اعتبارا من عام 2010). غالبية سكانها من العرقية الفيتنامية، مع 300 الخمير كروم الأسر و 400 هوا الأسر. Cà Mau المدينة يمكن الوصول إليها عن طريق البر (360 كم إلى الجنوب الغربي من مدينة هوشي منه) عبر الطريق الوطني 1A أو عن طريق الجو (Cà Mau مطار). Cà Mau إداريا مقسمة إلى 8 الحضرية phuong و 7 الريفية xa.

## الاقتصاد
```
كا ماو هي أكبر مصدر للروبيان والجمبري في فيتنام . في عام 2005 ، كا ماو مقاطعة وحده تصدير حوالي 500 مليون دولار من الروبيان والجمبري. كبير البترول المشروع تحت الإنشاء، كا ماو الغاز-الكهرباء-الأسمدة المعقدة، التي تبلغ قيمتها 1.4 مليار دولار. وهي تشمل:
```

- 2 محطات توليد الطاقة الحرارية مع إجمالي قدرة 1500 ميجاوات (المعدات المقدمة من قبل الشركة الألمانية سيمنز)
- الأسمدة النباتية مع القدرة على الإنتاج في 800,000 طن متري من اليوريا سنويا،
- خط أنابيب الغاز 18 بوصة في القطر تمديد 298 كم في الخارج مع 27 كم البرية أنابيب الغاز من PM3 حقل الغاز المشترك مع ماليزيا. مليارا متر مكعب من الغاز عبر الأنابيب إلى تغذية هذه النباتات في السنة.

فتح المشروع في كانون الأول / ديسمبر 2008.

## السياحة

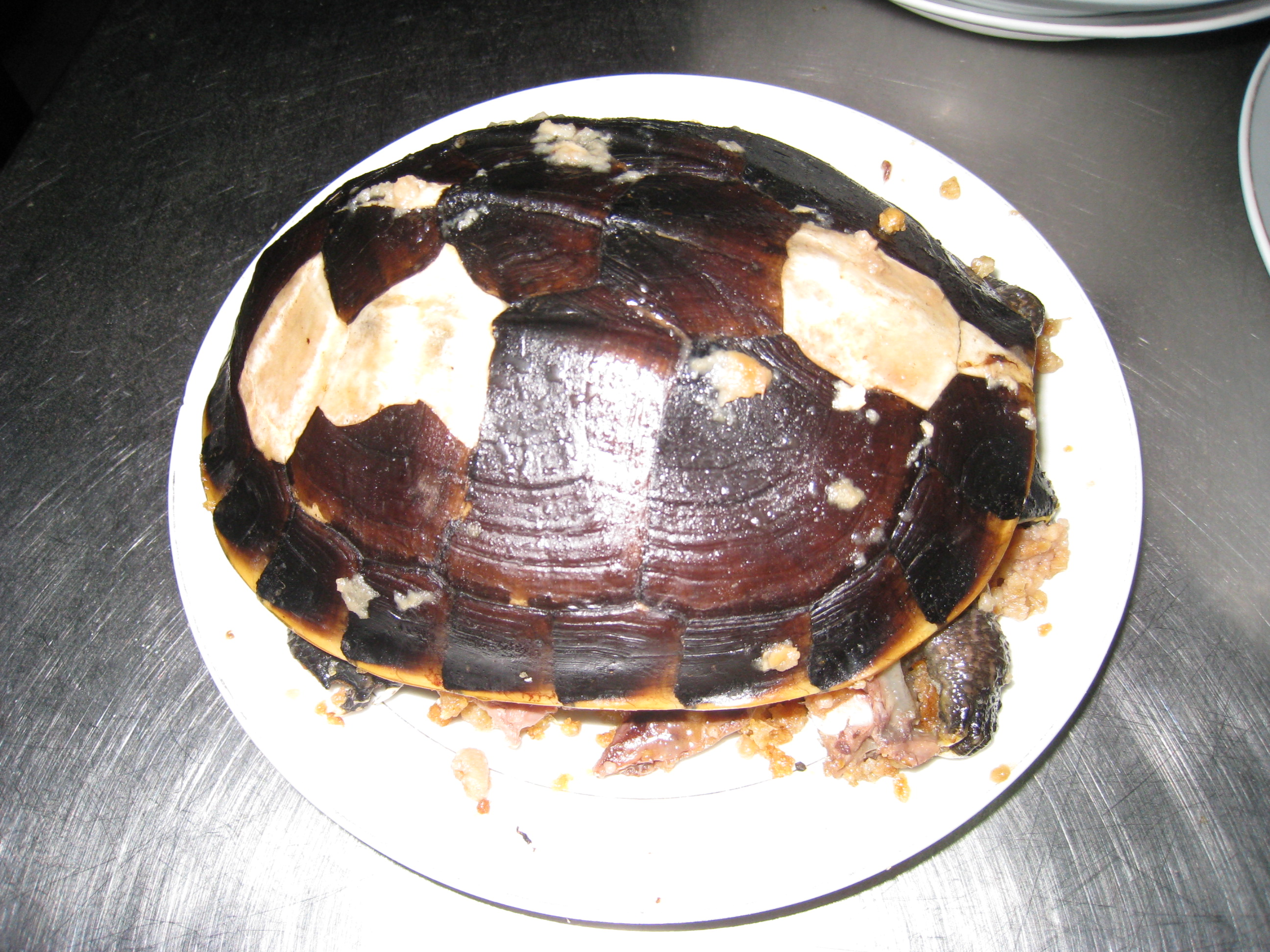
لحم السلاحف هي وجبة شعبية في مطبخ كا ماو

كا ماو لديها العديد من عوامل الجذب التي تستقطب السياح المحليين والدوليين. هذه تشمل العديد من الطيور البرية والحدائق في أقصى نقطة في فيتنام رأس كا ماو (بالفيتنامية Mũi Cà Mau) ، وعدد من معابد خميرية. بالقرب من كا ماو يوجد يو مينه المنطقة الشهيرة لغابات المانغروف والمستنقعات والمطبخ: وعاء ساخن من السمك، الفيتنامية, الصينية، المأكولات الخمير. كا ماو أيضا بها عدة مطاعم من 1 - 3 نجوم.

## التاريخ
كانت المنطقة من مقاطعة كا ماو الحالية تابعة لأراضي مملكة فونان (باللغة الفيتنامية:Vương quốc Phù Nam) والتي شملت لاوس، كمبوديا، وامتدت شرقا إلى تايلاند، وجنوب فيتنام (الفيتنامية:Nam Bộ).أصبحت هذه المنطقة في وقت لاحق جزءا من مملكة تشان لا (باللغة الفيتنامية: Chân Lạp) وإمبراطورية الخمير، التي تضم كمبوديا، وتايلاند الشرقية، وجنوب فيتنام.
وفي عام 1757، تنازل ملك تشان لاب إلى ملك نغوين في فيتنام عن أرض مملوكة لمقاطعة كا ماو (بلغة الخمير "الأرض السوداء") مع تسوية مبكرة للخمير والصينية والفيتنامية.خلال الفترة الاستعمارية الفرنسية، كانت كا ماو بلدة صغيرة فقط. خلال حرب فيتنام، كانت المنطقة المجاورة لكا ماو معقل (باللغة الفيتنامية:Chiến khu cách mạng) للجبهة الوطنية لتحرير فيتنام المعروفة أيضا باسم فيت كونغ، وهي جماعة حرب العصابات المدعومة من هانوي التي تقاتل جيش الولايات المتحدة والحكومة الفيتنامية الجنوبية خلال حرب فيتنام. بعد عام 1975، تم تعيين كا ماو المقعد الإداري والمركز الحكومي لمحافظة مينه هوي، والتي شملت كا ماو ومحافظة بوك ليو ). في عام 1995، مقاطعة كاو ماو قطعت من مقاطعة مينه هوي وجعلت كا ماو عاصمتها.

## النقل
كا ماو تخدم من قبل مطار كا ماو.

## معرض

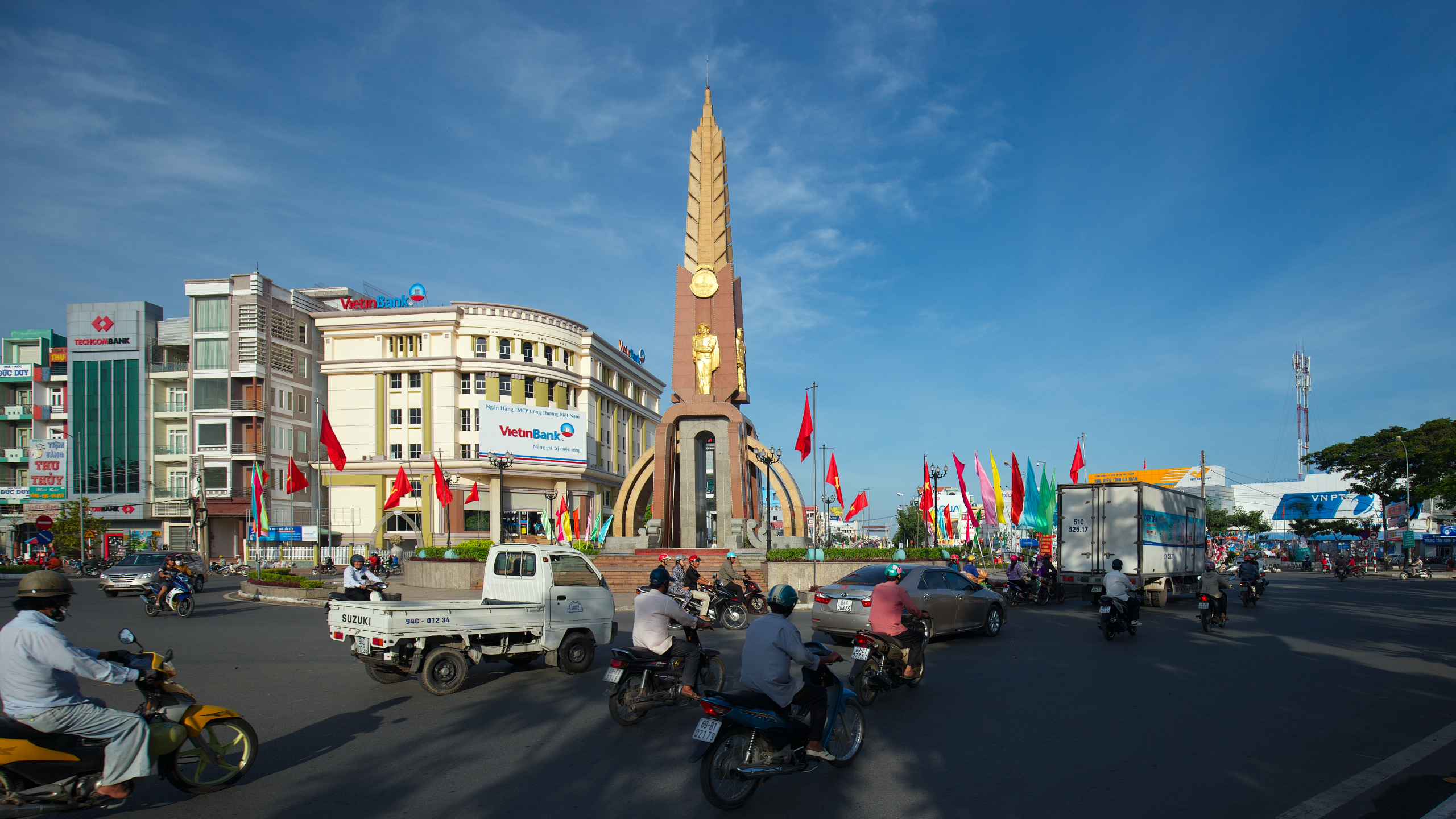
النصب التذكاري في وسط المدينة كا ماو المدينة محاطة الإدارية في المحافظات قاعة مكتب البريد المركزي والعديد من البنوك
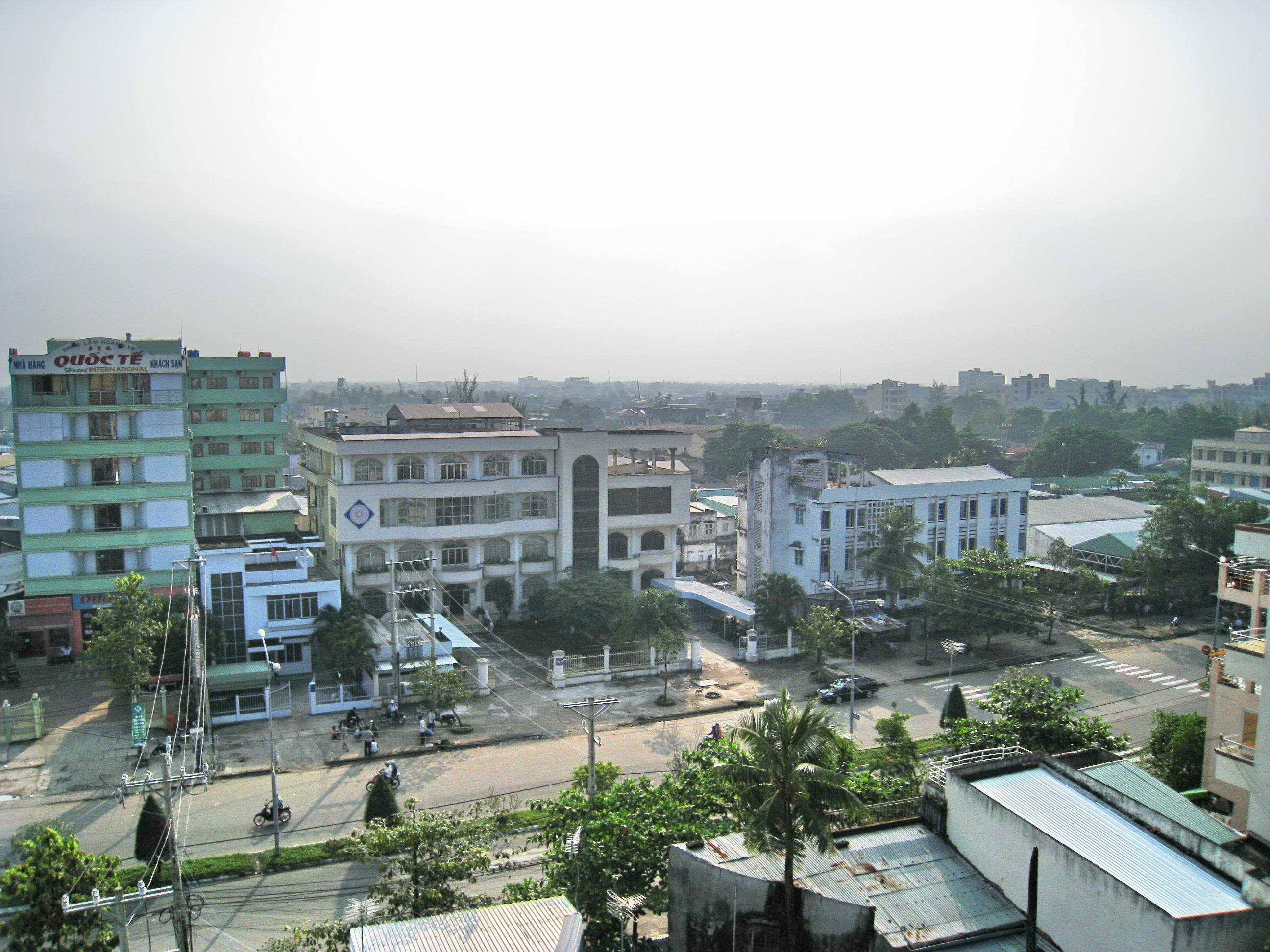
شارع فان نغوك هين في وسط كا ماو
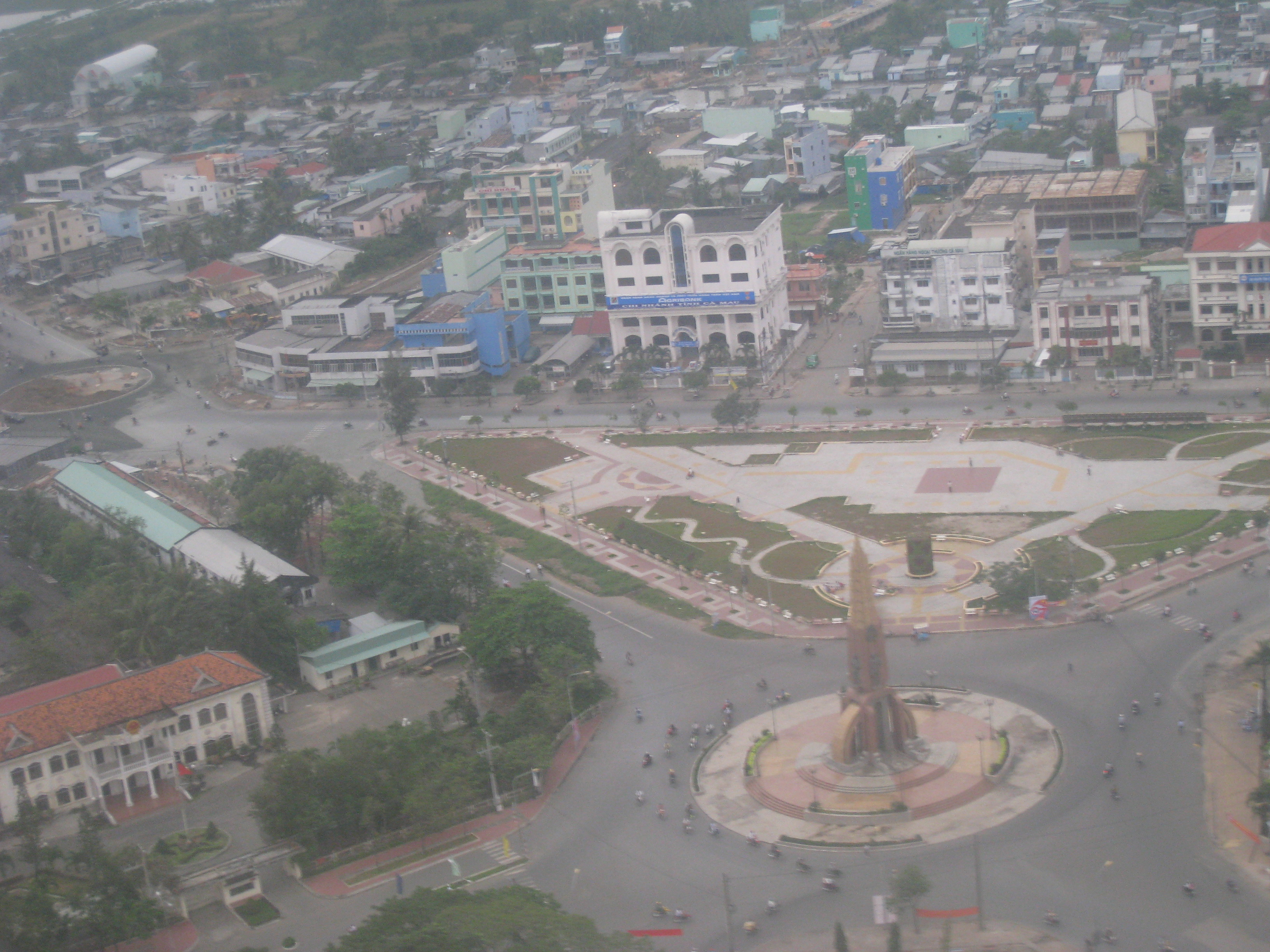
مركز المدينة كا ماو ينظر إليها من الجو
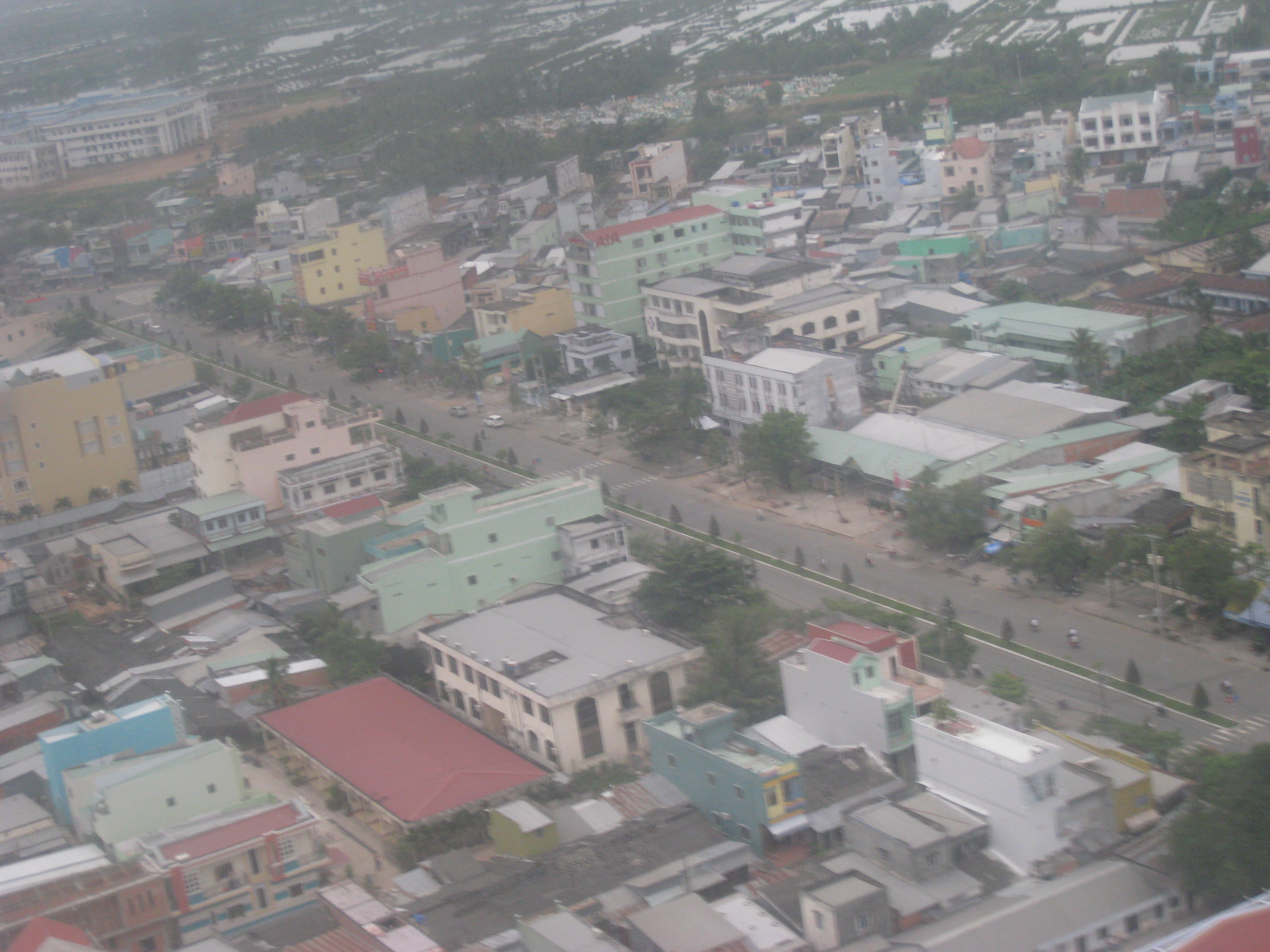
شارع رئيسي في مدينة كا ماو
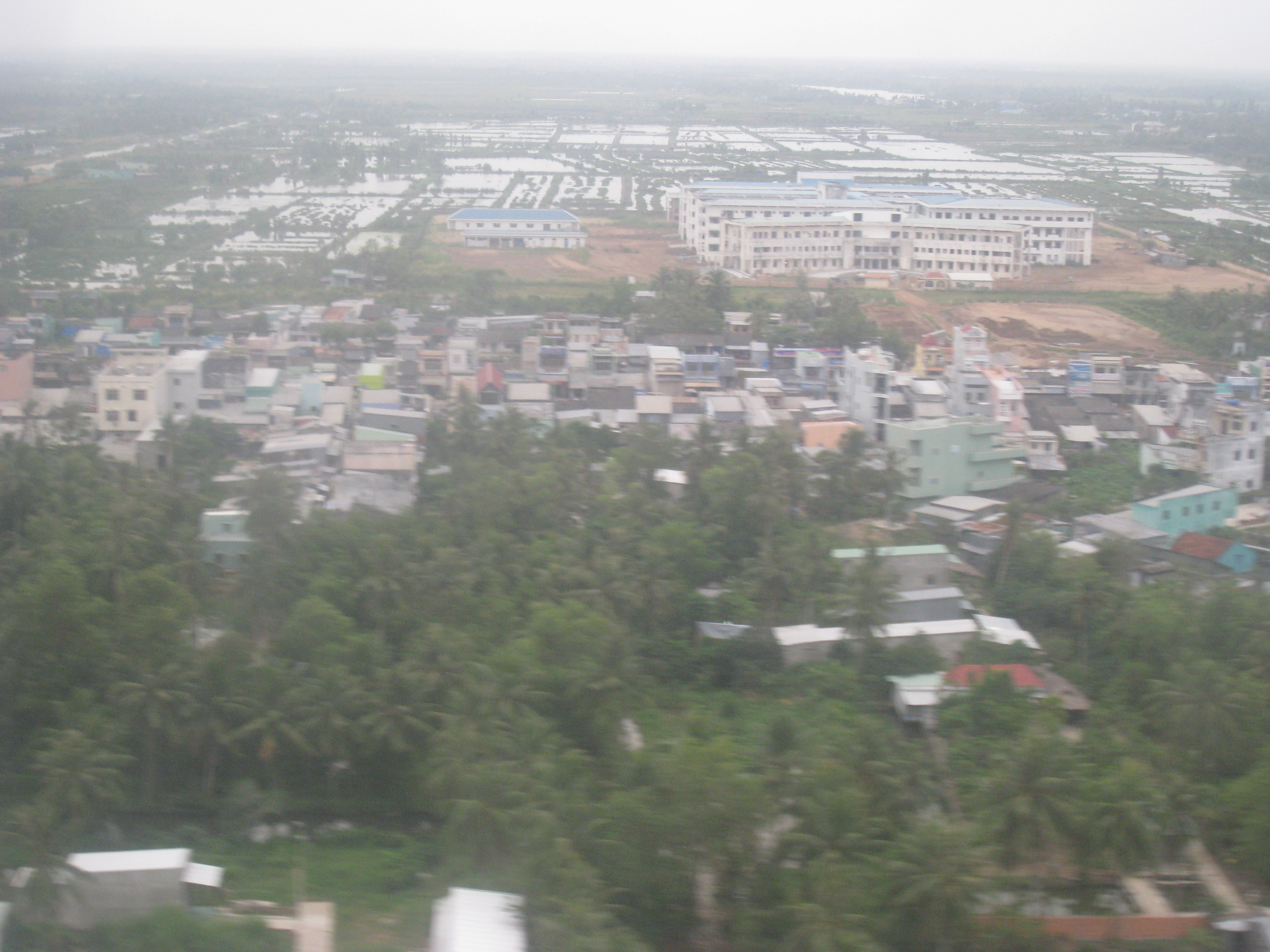
مدينة كا ماو